# Temporada 1982-83 de los Indiana Pacers
La temporada 1982-83 fue la séptima de los Indiana Pacers en la NBA, tras la fusión de la liga con la ABA, donde había jugado nueve temporadas más. La temporada regular acabó con 20 victorias y 62 derrotas, ocupando el undécimo y último puesto de la conferencia Este, no logrando clasificarse para los playoffs.

## Elecciones en elDraft
| Ronda | Puesto | Jugador        | Posición  | Nacionalidad   | Universidad |
| ----- | ------ | -------------- | --------- | -------------- | ----------- |
| 1     | 8      | Clark Kellogg  | Ala-Pívot | Estados Unidos | Ohio State  |
| 2     | 40     | Guy Morgan     | Escolta   | Estados Unidos | Wake Forest |
| 2     | 43     | Jose Slaughter | Escolta   | Estados Unidos | Portland    |

## Temporada regular
| División Central    | División Central | División Central | División Central | División Central | División Central | División Central | División Central | División Central |
| Equipo              | G                | P                | %                | PD               | Casa             | Fuera            | Div              |                  |
| ------------------- | ---------------- | ---------------- | ---------------- | ---------------- | ---------------- | ---------------- | ---------------- | ---------------- |
| y-Milwaukee Bucks   | 51               | 31               | .622             | –                | 31–10            | 20–21            | 22–7             |                  |
| x-Atlanta Hawks     | 43               | 39               | .524             | 8                | 26–15            | 17–24            | 21–8             |                  |
| Detroit Pistons     | 37               | 45               | .451             | 14               | 23–18            | 14–27            | 19–11            |                  |
| Chicago Bulls       | 28               | 54               | .341             | 23               | 18–23            | 10–31            | 13–17            |                  |
| Cleveland Cavaliers | 23               | 59               | .280             | 28               | 15–26            | 8–33             | 8–22             |                  |
| Indiana Pacers      | 20               | 62               | .244             | 31               | 14–27            | 6–35             | 6–24             |                  |

## Estadísticas
| Rk | Jugador        | Edad | P  | PT | MP   | TC  | TCI  | %TC  | T3  | T3I | %T3  | TL  | TLI | %TL  | RO  | RD  | RT   | AS  | RB  | TAP | BP  | FP  | PTS  |
| -- | -------------- | ---- | -- | -- | ---- | --- | ---- | ---- | --- | --- | ---- | --- | --- | ---- | --- | --- | ---- | --- | --- | --- | --- | --- | ---- |
| 1  | Clark Kellogg  | 21   | 81 | 81 | 34.1 | 8.4 | 17.5 | .479 | 0.0 | 0.2 | .222 | 3.2 | 4.3 | .741 | 4.2 | 6.4 | 10.6 | 2.8 | 1.7 | 0.5 | 2.7 | 3.7 | 20.1 |
| 2  | Herb Williams  | 24   | 78 | 74 | 32.2 | 7.4 | 14.9 | .499 | 0.0 | 0.1 | .000 | 2.0 | 2.8 | .705 | 1.9 | 5.5 | 7.5  | 3.4 | 0.7 | 2.2 | 2.9 | 2.9 | 16.9 |
| 3  | Jerry Sichting | 26   | 78 | 58 | 31.2 | 4.1 | 8.5  | .478 | 0.0 | 0.2 | .167 | 1.2 | 1.4 | .860 | 0.4 | 1.6 | 2.0  | 5.6 | 1.3 | 0.0 | 1.8 | 2.4 | 9.3  |
| 4  | Billy Knight   | 30   | 80 | 54 | 28.3 | 6.4 | 12.3 | .520 | 0.0 | 0.2 | .158 | 4.3 | 5.1 | .841 | 1.9 | 2.2 | 4.1  | 2.4 | 0.8 | 0.1 | 2.4 | 1.8 | 17.1 |
| 5  | George Johnson | 26   | 82 | 64 | 28.0 | 5.0 | 10.5 | .477 | 0.1 | 0.5 | .184 | 1.5 | 2.1 | .733 | 2.1 | 4.5 | 6.6  | 2.7 | 0.9 | 0.6 | 3.0 | 3.4 | 11.6 |
| 6  | Clemon Johnson | 26   | 51 | 7  | 23.8 | 4.1 | 7.8  | .521 | 0.0 | 0.0 | .000 | 1.5 | 2.4 | .631 | 2.3 | 4.0 | 6.3  | 2.3 | 1.0 | 1.2 | 1.7 | 2.7 | 9.7  |
| 7  | Butch Carter   | 24   | 81 | 28 | 21.2 | 4.4 | 8.7  | .501 | 0.2 | 0.6 | .333 | 1.5 | 1.9 | .805 | 0.8 | 1.1 | 1.9  | 2.4 | 1.0 | 0.2 | 1.5 | 2.6 | 10.5 |
| 8  | Marty Byrnes   | 26   | 80 | 12 | 18.0 | 2.0 | 4.7  | .420 | 0.1 | 0.3 | .231 | 0.9 | 1.2 | .747 | 0.9 | 1.5 | 2.4  | 2.2 | 0.5 | 0.1 | 0.9 | 1.9 | 4.9  |
| 9  | John Duren     | 24   | 82 | 24 | 17.5 | 2.0 | 4.4  | .453 | 0.0 | 0.2 | .000 | 0.5 | 0.7 | .796 | 0.5 | 0.8 | 1.3  | 2.4 | 0.8 | 0.1 | 1.2 | 2.5 | 4.5  |
| 10 | Russ Schoene   | 22   | 31 | 5  | 16.8 | 3.3 | 7.4  | .443 | 0.0 | 0.1 | .333 | 1.3 | 1.8 | .727 | 1.4 | 1.8 | 3.3  | 0.9 | 0.4 | 0.5 | 1.1 | 2.4 | 7.8  |
| 11 | Brad Branson   | 24   | 62 | 2  | 11.0 | 2.1 | 5.0  | .425 | 0.0 | 0.0 | .000 | 1.2 | 1.7 | .704 | 1.2 | 1.6 | 2.8  | 0.7 | 0.4 | 0.4 | 0.7 | 1.3 | 5.5  |
| 12 | Jose Slaughter | 22   | 63 | 1  | 8.2  | 1.4 | 3.8  | .374 | 0.1 | 0.7 | .220 | 0.6 | 0.9 | .644 | 0.5 | 0.5 | 1.1  | 0.8 | 0.6 | 0.1 | 0.7 | 1.5 | 3.6  |
| 13 | Guy Morgan     | 22   | 8  | 0  | 5.8  | 0.9 | 3.0  | .292 | 0.0 | 0.0 |      | 0.1 | 0.5 | .250 | 0.8 | 1.4 | 2.1  | 0.9 | 0.3 | 0.0 | 0.3 | 0.9 | 1.9  |

## Galardones y récords
| Jugador       | Galardón                            |
| Clark Kellogg | Mejor quinteto de rookies de la NBA |